# لیبرتاد، اروگوئه
لیبرتاد، اروگوئه (به اسپانیایی: Libertad) شهری در کشور اروگوئه، استان سن خوزه است که جمعیت آن در سرشماری سال ۲۰۰۴ میلادی ۹٬۱۹۶ نفر بوده‌است.